# Марк Далет
Марк Далет (також — Марк Дельта, справжнє ім'я Марк Драчинський; нар. 3 квітня 1958, Тбілісі, Грузинська РСР, СРСР) — російський та ізраїльський письменник і перекладач, редактор. Старший брат Фреда Адри. За освітою програміст. Після репатріації також автор текстів на івриті. Лауреат двох літературних премій за поезію на івриті (1980-ті роки). Був редактором ізраїльських російськомовних газет «Время» (Час) та «Вести» (Вісті).
Перекладав на іврит російську поезію та прозу, зокрема твори Цвєтаєвої, Пастернака, Достоєвського, Трифонова, Стругацьких. Перекладав з івриту на російську ізраїльську прозу Доріт Оргад, Яель Розман тощо, з англійської на російську — літературу з психології, буддизму та індуїзму.
На початку квітня 2011 року в московському видавництві «Новий літературний огляд» опублікував під псевдонімом «Марк Далет» роман «Орбінавти». За словами автора, це «книга про можливості людської свідомості, запропонована читачеві у формі історичного роману-феєрії». У географії роману переплітаються і зіштовхуються особисті долі героїв, культури та світогляди цілих народів. Фантастичний елемент перегукується із сучасними дослідженнями у сфері людської свідомості, пам'яті та сновидного простору.
Роман «Орбінавти» увійшов до десятки найкращих творів великої форми за номінаціями премії «Портал-2012».